# Mjóó

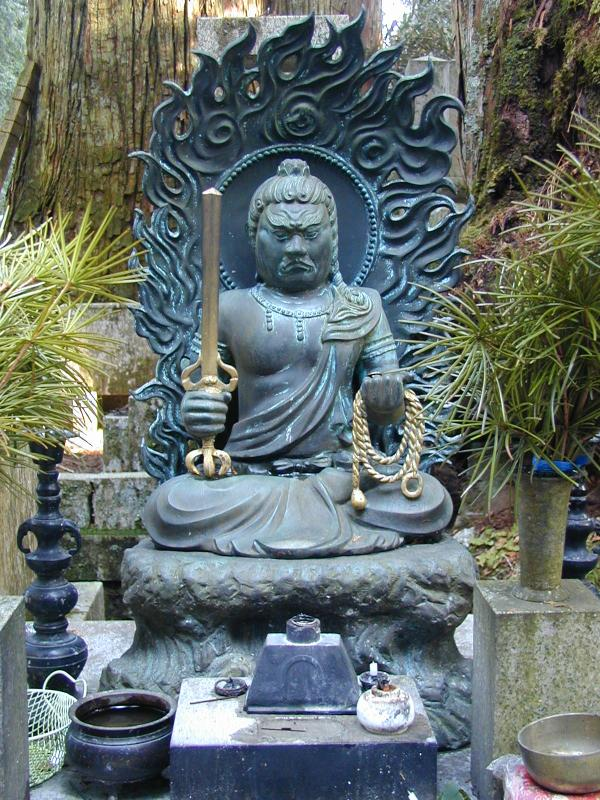
Fudó Mjóó

A mjóó (japánul: 明王, Hepburn-átírással: myōō) eredetileg hindu istenségek, bölcsességkirályok (vidjarádzsa), amelyeket az ezoterikus japán buddhizmus átemelt, s a bódhiszattvákhoz hasonló (buddhák alatti) istenségkategóriává tett. Fő feladatuk a térítés és a hitetlenek megmentése, arckifejezésük az ábrázolatokon rettentő, hajuk lángol, kezükben fegyverek: a legnépszerűbbében, Fudó Mjóóéban (’a Mozdíthatatlan’) például kard, amellyel levágja, és kötél, amellyel megkötözi a gonoszt, Aizen Mjóóéban (’a Szeretet Istene’) íj és nyíl, amelyekkel lelövi az embert a jelenségvilághoz nyűgöző szenvedélyeket.